# Мерса Матрух
Мерса Матрух (арап. مرسى مطروح) је град у Египту у гувернорату Матрух. Према процени из 2008. у граду је живело 137.704 становника.
Налази се 240 km западно од Александрије и 222 km од Салума, на главном путу који спаја Делту Нила с либијском границом. Још један пут води на југ, према Западној пустињи и оазама Сива и Бахарија. У староегипатска времена и за време владавине Александра Великог, град је био познат као Амунија. У птолемејском и византијском добу био је познат као Параитонион (Παραιτόνιον), а у римско доба као Параетонијум.
Мерса Матрух је популарно туристичко одредиште које служи за улаз европских туриста у земљу. Опслужује га аеродром Мерса Матрух. Град је познат по белом песку и бистрој води; залив је природним баријерама заштићен од олуја.

## Становништво
Према процени, у граду је 2008. живело 137.704 становника.
| 1986.  | 1996.  | 2006.   |
| ------ | ------ | ------- |
| 43.157 | 52.247 | 120.888 |